# Порсон, Ричард
Ри́чард По́рсон (англ. Richard Porson; 25 декабря 1759 года, дер. Ист-Растон, Норфолк, Великобритания — 25 сентября 1808 года, Лондон, там же) — английский антиковед, сформулировавший правило строения ямбического триметра классической трагедии, так называемый закон Порсона (англ. Porson’s Law).
По окончании курса в Кембриджском университете был назначен профессором греческого языка, но, вследствие несогласия с некоторыми пунктами Символа англиканской церкви, вынужден был оставить кафедру.

## Издания
- Издал трагедии:
  - Эсхила (1794; 2 изд., 1806);
  - Еврипида («Гекуба», 1797; «Орест», 1798; «Финикиянки», 1799; «Медея», 1801);
- гарлеяновский кодекс Одиссеи (в гренвилевском издании Гомера, Оксфорд, 1800).
- После его смерти изданы:
- «Tracts and miscellaneous criticismes» (Лондон, 1815),
- «Adversaria» (примечания к греч. поэтам, 1812),
- «Notae in Aristophanem» (1820),
- «Annotata ad Pausaniam» (в «Lectiones platoniceae», Гайсфорда (Оксфорд, 1820).